# Международен ден за елиминиране на насилието срещу жените
Международен ден за елиминиране на насилието срещу жените е инициатива на ООН за премахване на насилието (изнасилване, домашно насилие и др.), упражнявано върху жени.
25 ноември е обявен за такъв ден с Резолюция 54/134 на Общото събрание на ООН от 17 декември 1999 г.
ООН приканва правителствата, международните организации и НПО-та да организират дейности, които да повишат общественото внимание към проблемите на този ден до международна загриженост. Жените по света са обект на насилие, като размера и истинския характер на този проблем, често остава скрит.
Активистките от различни организации отбелязват 25 ноември, като ден срещу насилието, още от 1981 г. Тази дата води началото си от жестокото убийство през 1961 г. на трите сестри Мирабал, политически активистки в Доминиканската република, по заповед на доминиканския диктатор Рафаел Трухильо (1930-1961).

## Национални дни
- Канада: 6 декември